# Mắt bão

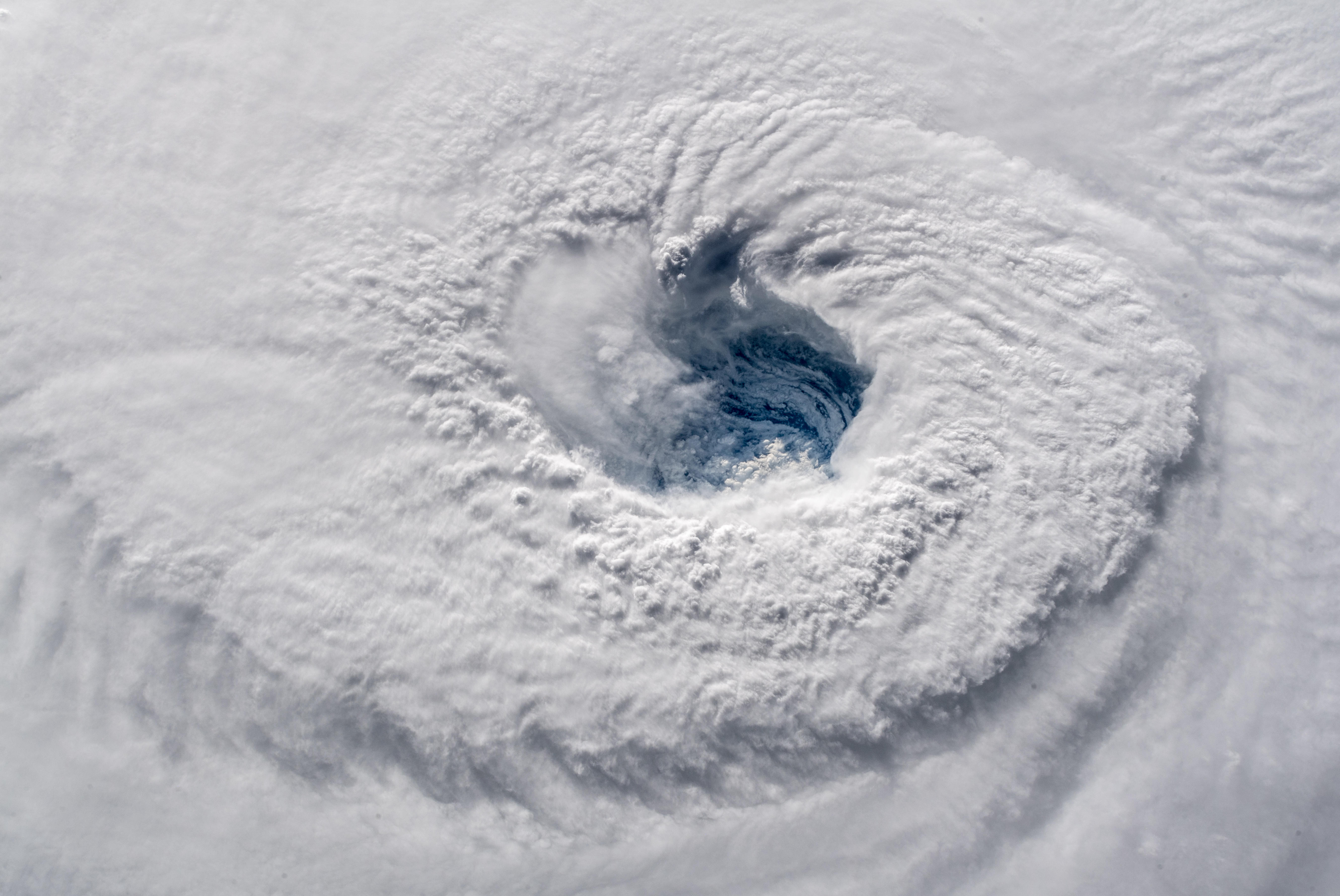
Một bức ảnh chụp Bão Florence từ Trạm vũ trụ quốc tế cho thấy một con mắt sắc nét ở trung tâm.

Mắt bão là một khu vực có điều kiện thời tiết hầu như yên bình, với vị trí nằm tại trung tâm của các xoáy thuận nhiệt đới cường độ mạnh. Mắt của một cơn bão có hình dạng gần tròn và đường kính điển hình là từ 30–65 km (20-40 dặm). Bao quanh mắt là thành mắt bão, một vòng tròn mây dông nơi chứa đựng những điều kiện thời tiết nguy hiểm nhất. Giá trị áp suất khí quyển thấp nhất của một xoáy thuận là ở trong mắt và nó có thể thấp hơn mức áp suất bên ngoài đến khoảng 15%.
Trong những xoáy thuận nhiệt đới mạnh, mắt có đặc điểm quang mây và gió nhẹ, bao khắp xung quanh là một thành mắt bão cao và đối xứng. Với những xoáy thuận nhiệt đới yếu, mắt của chúng thường kém sắc nét và có thể bị che khuất bởi khối mây trung tâm dày đặc - một vùng mây dày, cao hiển thị rõ trên ảnh vệ tinh. Những cơn bão yếu hơn nữa hoặc bất tổ chức cũng có thể thể hiện một thành mắt bão không bao bọc toàn bộ lấy mắt hoặc là một con mắt chứa đựng mưa nặng hạt. Dù vậy, đối với mọi cơn bão, mắt là nơi tìm thấy giá trị áp suất tối thiểu của chúng - nơi mà áp suất khí quyển tại mực nước biển là thấp nhất.

## Cấu trúc

Mô hình tiết diện của một xoáy thuận nhiệt đới trưởng thành, với các mũi tên thể hiện dòng thổi khí bên trong hoặc xung quanh mắt.

Mắt của một xoáy thuận nhiệt đới điển hình có bề rộng vào khoảng 30–65 km (20-40 dặm), với vị trí thường nằm tại trung tâm của cơn bão . Mắt có thể rõ nét hoặc có những đốm mây thấp (mắt sắc nét), hay có thể bị che mờ bởi những đám mây tầng thấp hoặc trung (mắt bị che mờ), hoặc là bị che khuất hoàn toàn bởi khối mây trung tâm dày đặc. Tuy nhiên trong mắt mưa và gió là rất ít, đặc biệt ở gần chính tâm. Đây là một sự tương phản trái ngược với những gì xảy ra trong thành mắt bão, nơi chứa đựng những cơn gió mạnh nhất của một cơn bão. Bởi những cơ chế của một xoáy thuận nhiệt đới, nhiệt độ của mắt và không khí trực tiếp bên trên nó là ấm hơn xung quanh.
Dù thường khá đối xứng, mắt bão cũng có thể có hình dạng thuôn dài hoặc bất thường, đặc biệt là ở những cơn bão yếu. Một con mắt rách rưới lớn là một con mắt không tròn và rời rạc, nó là dấu hiệu của một xoáy thuận nhiệt đới yếu hoặc đang suy yếu. Một con mắt "hở" là con mắt mà mặc dù có thể tròn, nhưng thành mắt bão của nó không bao bọc hoàn toàn xung quanh, và đây cũng là dấu hiệu của một xoáy thuận đang suy yếu với tính chất bị tước đi lượng ẩm. Cả hai đặc điểm quan trắc trên đều được sử dụng để ước tính cường độ của xoáy thuận nhiệt đới thông qua những phân tích Dvorak. Cũng như mắt bão, những thành mắt bão điển hình có diện mạo tròn, dù vậy đôi khi chúng cũng có thể có hình dạng là những đa giác khác nhau, từ tam giác cho đến lục giác.
Trong khi những cơn bão trưởng thành điển hình có những con mắt có đường kính vào khoảng vài chục dặm, thì những cơn bão tăng cường nhanh chóng có thể phát triển nên một con mắt cực nhỏ, tròn và sắc nét, đôi khi được gọi là mắt lỗ kim. Những cơn bão với mắt lỗ kim dễ bị biến động lớn về cường độ, dẫn đến những khó khăn và thất bại cho các nhà dự báo khí tượng.
Những mắt bão có đường kính nhỏ hơn 10 hải lý (19 km, 12 dặm) thường dễ kích hoạt nên chu trình thay thế thành mắt bão, trong đó một thành mắt bão mới dần hình thành phía ngoài thành mắt bão ban đầu. Điều này có thể xảy ra ở bất kỳ đâu trong phạm vi từ 15 cho đến vài trăm km (10 đến vài trăm dặm) phía ngoài mắt. Tiếp đó cơn bão sẽ phát triển ra hai thành mắt bão đồng tâm, hay là "mắt bên trong mắt". Trong hầu hết các trường hợp, thành mắt bão phía ngoài sẽ bắt đầu trở nên co lại không lâu sau khi hình thành, làm triệt tiêu con mắt bên trong, dẫn đến một mắt bão lớn hơn nhưng ổn định hơn. Trong khi chu trình này có xu hướng làm suy yếu cơn bão khi nó diễn ra, thành mắt bão mới có thể thu hẹp khá nhanh sau khi thành mắt bão cũ biến mất, điều này cho phép cơn bão tăng cường trở lại. Sau đó một thời gian, một chu trình thay thế thành mắt bão khác lại có thể tiếp tục.
Mắt bão có nhiều kích cỡ khác nhau, với bề rộng (đường kính) có thể lớn đến 320 km (200 dặm) (bão Carmen) hay chỉ nhỏ tầm 3 km (1,9 dặm) (bão Wilma). Thường thì những cơn bão rất mạnh không sở hữu một con mắt rộng, dù vậy điều này vẫn có thể xảy ra, đặc biệt với những cơn bão hình khuyên. Bão Isabel là cơn bão Đại Tây Dương mạnh thứ 11 từng được ghi nhận trong lịch sử, và nó đã duy trì một con mắt lớn, bề rộng từ 65–80 km (40-50 dặm) trong quãng thời gian vài ngày.

## Hình thành và phát hiện

Xoáy thuận nhiệt đới thu thập và phát tán năng lượng thông qua những dòng khí thổi tạo nên một chu trình vòng lặp trên những vùng nước ấm.

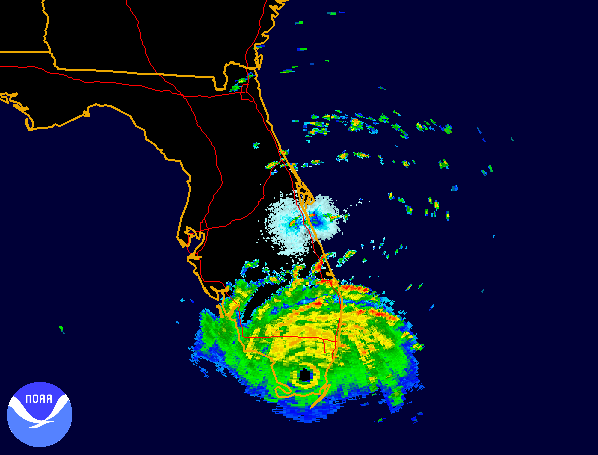
Thông thường, mắt bão có thể dễ dàng phát hiện qua ra đa thời tiết. Ảnh ra đa của bão Andrew cho thấy rõ ràng một con mắt trên vùng miền Nam Florida.

Xoáy thuận nhiệt đới thường hình thành từ một vùng thời tiết nhiễu động rộng lớn, bất tổ chức trên những vùng biển, đại dương miền nhiệt đới. Khi mây dông hình thành và tập hợp nhiều hơn, cơn bão phát triển ra những dải mây mưa và chúng bắt đầu quay xung quanh một tâm ở giữa. Khi cơn bão tăng cường, một "chiếc vòng" đối lưu mạnh hơn sẽ hình thành tại một khoảng cách nhất định tính từ tâm của cơn bão đang phát triển. Kể từ thời điểm mây dông mạnh hơn và mưa nặng hạt hơn đánh dấu những vùng không khí thăng lên mạnh hơn, áp suất khí quyển trên bề mặt bắt đầu giảm xuống, và không khí bắt đầu được định hình trên tầng cao. Điều này dẫn đến sự hình thành của một xoáy nghịch trên tầng cao, hay là một vùng áp cao phía trên khối mây trung tâm. Kết quả tạo nên những dòng khí thổi ra phía ngoài ngược chiều quay phía trên xoáy thuận nhiệt đới. Bên ngoài mắt bão đang hình thành, xoáy nghịch trên tầng cao khí quyển làm tăng cường dòng thổi hướng vào trung tâm xoáy thuận, đẩy không khí vào thành mắt bão và tạo ra một vòng phản hồi tích cực.
Tuy nhiên, một phần nhỏ khối khí trên cao thay vì thổi ra phía ngoài lại tràn vào trong tâm. Điều này làm tăng thêm áp lực không khí, đến một điểm mà sức nặng của không khí chống lại dòng khí thăng lên trong tâm bão. Không khí bắt đầu giáng xuống tại trung tâm, tạo ra một vùng hầu như không có mưa; và mắt bão được hình thành.
Nhiều khía cạnh của quá trình này vẫn còn là điều bí ẩn. Các nhà khoa học đã không thể giải thích được tại sao chiếc vòng đối lưu lại hình thành xung quanh tâm hoàn lưu thay vì trên đỉnh của nó, hay là tại sao xoáy nghịch trên tầng cao chỉ đẩy đi một phần không khí dư thừa phía trên cơn bão. Có nhiều giả thuyết tồn tại mô tả quá trình chính xác mà theo đó mắt bão hình thành: tất cả những gì biết chắc chắn được là mắt là cần thiết để xoáy thuận nhiệt đới đạt được vận tốc gió cao.
Sự hình thành của mắt hầu như luôn là yếu tố chỉ ra rằng xoáy thuận nhiệt đới đang mạnh lên. Do đó, các nhà dự báo quan sát chặt chẽ các dấu hiệu hình thành mắt trong những cơn bão đang phát triển.
Đối với những cơn bão có mắt sắc nét, việc phát hiện ra mắt là đơn giản chỉ cần nhìn vào những bức ảnh vệ tinh. Tuy nhiên, với những cơn bão có mắt bị mây che phủ, hoặc mắt bị che hoàn toàn bởi khối mây trung tâm dày đặc, cần phải có những phương pháp phát hiện khác. Những quan trắc từ các con tàu biển và máy bay săn bão có thể xác định được mắt bão một cách trực quan, nhờ việc tìm kiếm một nơi mà vận tốc gió sụt giảm mạnh hoặc là không có mưa trong vùng trung tâm cơn bão. Tại Mỹ, Hàn Quốc và một số nước khác, một mạng lưới các trạm ra đa thời tiết NEXRAD có thể phát hiện ra mắt của các cơn bão gần đất liền. Những vệ tinh thời tiết đồng thời cũng được trang bị thiết bị đo đạc lượng hơi nước trong khí quyển và nhiệt độ những đám mây, điều này có thể được sử dụng để phát hiện mắt bão đang hình thành. Thêm vào đó, các nhà khoa học gần đây đã khám phá ra lượng ozon trong mắt của một cơn bão là cao hơn nhiều so với trong thành mắt bão, do không khí giàu ozon từ tầng bình lưu chìm xuống. Những dụng cụ đo lường nhạy cảm với ozone được sử dụng để quan sát những cột không khí thăng lên và chìm xuống, cung cấp dấu hiệu hình thành của mắt bão, thậm chí trước cả khi hình ảnh vệ tinh có thể xác nhận được điều này.

## Mắt bão ở xoáy thuận ngoài nhiệt đới

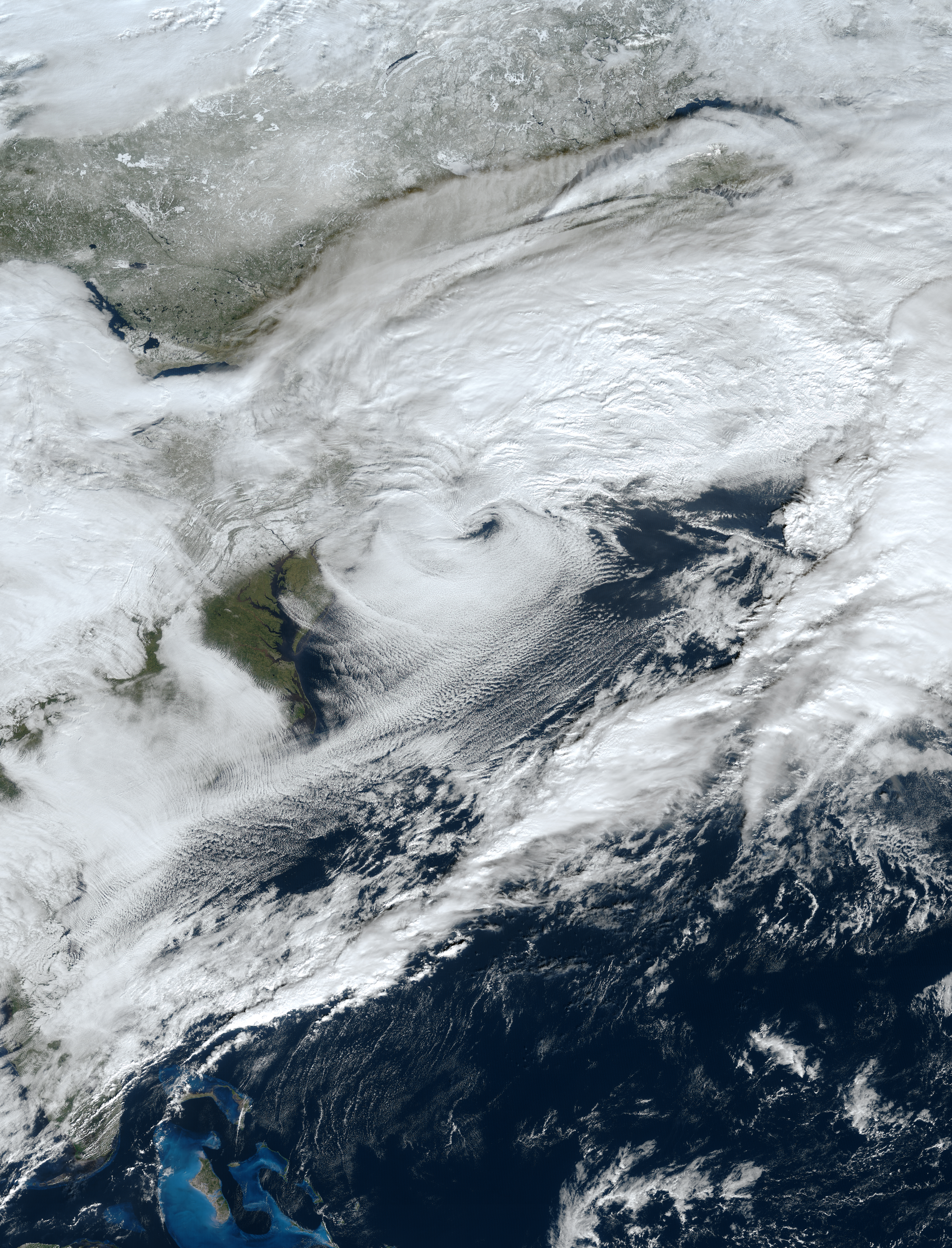
Cấu trúc tương tự mắt bão ở một nor'easter ngày 16–17 tháng 12 năm 2020

Một số xoáy thuận ngoài nhiệt đới cũng có cấu trúc mắt tương tự xoáy thuận nhiệt đới.